# Capito
Capito és un gènere d'ocells de la família dels capitònids (Capitonidae).

## Llista d'espècies
Aquest gènere està format per 11 espècies:
- cabut daurat (Capito auratus).
- cabut pitgroc (Capito aurovirens).
- cabut ros (Capito brunneipectus).
- cabut del Brasil (Capito dayi).
- cabut del Sira (Capito fitzpatricki).
- cabut dorsiblanc (Capito hypoleucus).
- cabut de capell nevat (Capito maculicoronatus).
- cabut tacat (Capito niger).
- cabut de cinc colors (Capito quinticolor).
- cabut escatós (Capito squamatus).
- cabut de Loreto (Capito wallacei).